# Müllheim im Markgräflerland
Müllheim im Markgräflerland (alem. Mille, do 30 czerwca 2023 Müllheim) – miasto w Niemczech, w kraju związkowym Badenia-Wirtembergia, w rejencji Fryburg, w regionie Südlicher Oberrhein, w powiecie Breisgau-Hochschwarzwald, siedziba związku gmin Müllheim-Badenweiler. Leży nad Klemmbach, przy drodze krajowej B3, ok. 30 km na południowy zachód od Fryburga Bryzgowijskiego.

## Współpraca
Miejscowości partnerskie:
- Gray, Francja
- Hohen Neuendorf, Brandenburgia
- Ledro, Włochy
- Vevey, Szwajcaria